# Драбант

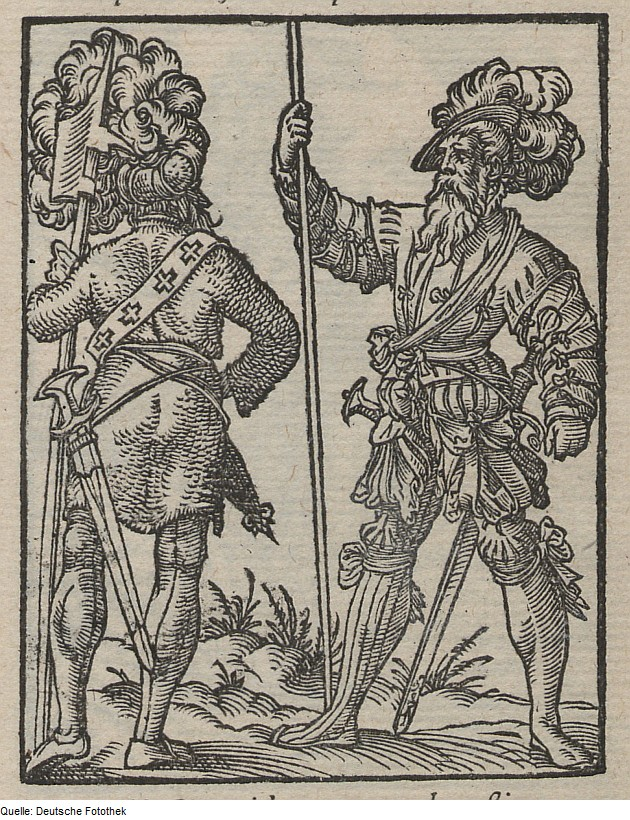
Трабанты, Немецкая сословная книга, 1568 год.

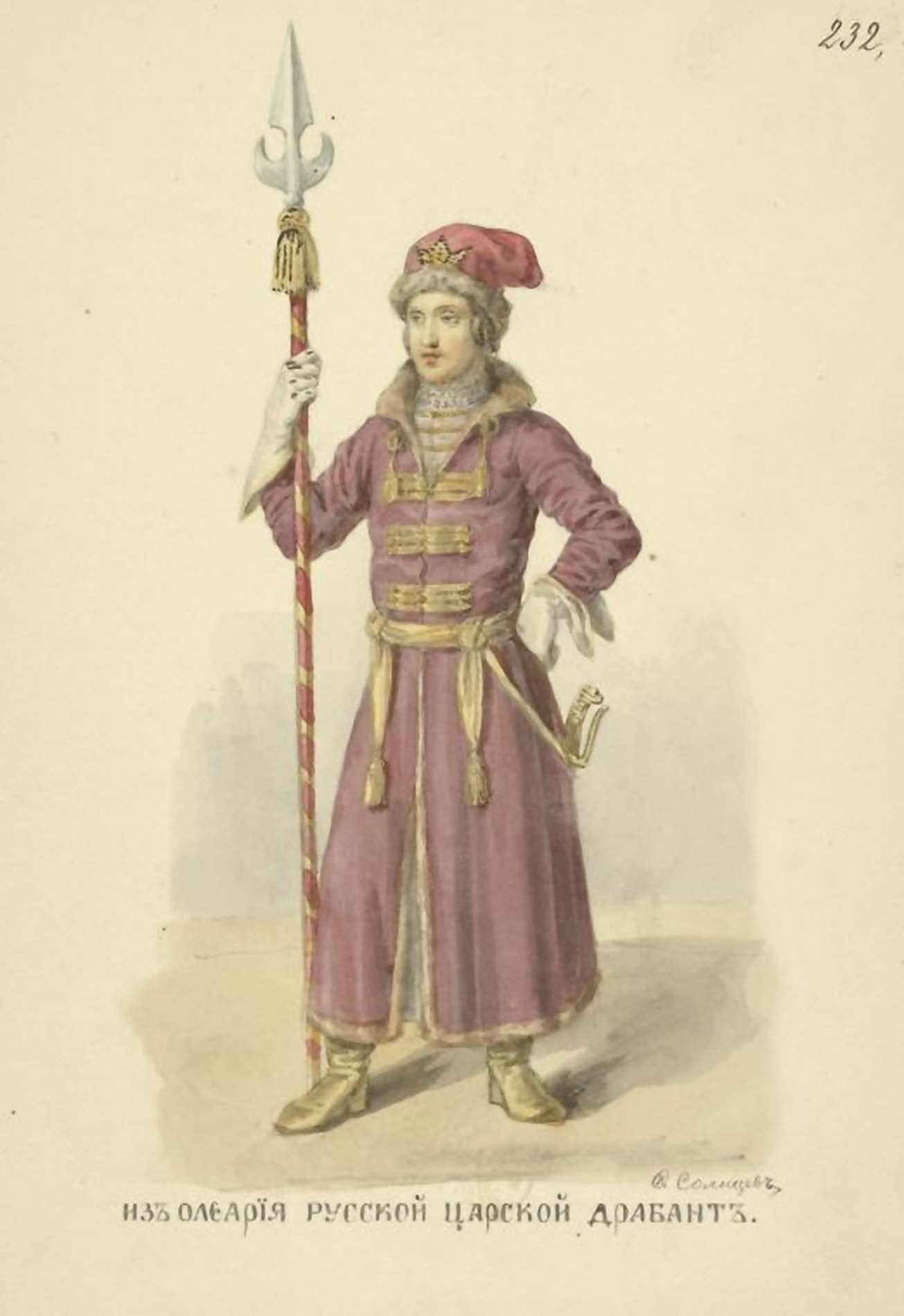
Русский царский драбант XVII века (рисунок Ф. С. Солнцева по книге А. Олеария)

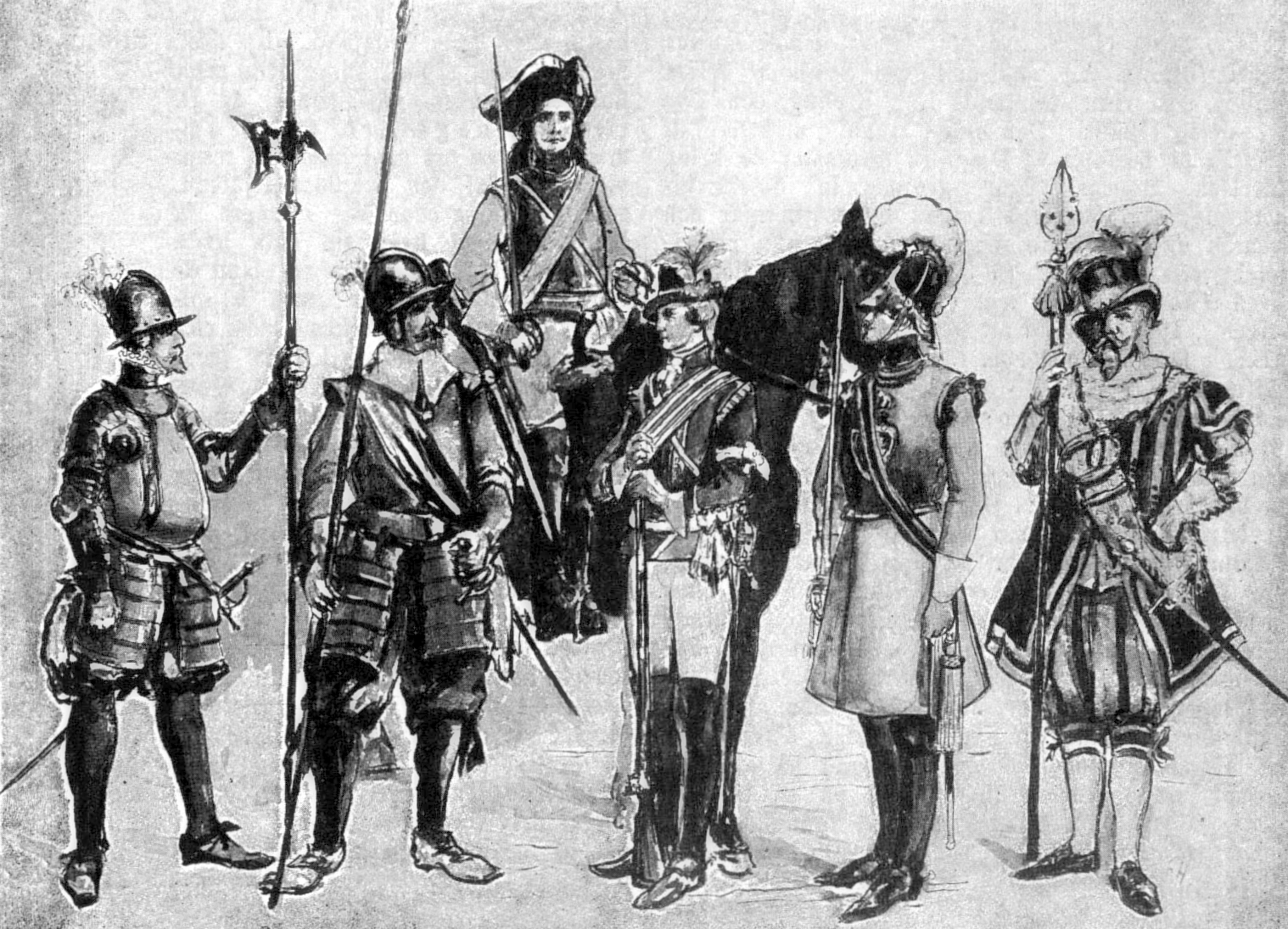
Шведские драбанты XVI—XIX веков

Драба́нт, траба́нт (от нем. Drabant, Trabant — спутник) — представитель категории военнослужащих, в обязанности которых входило сопровождение, охрана или прислуживание.
В других источниках указано что Драба́нт (м., нем. Trabant), трабант, в первоначальном смысле — телохранитель (вожатый) высших начальников и преимущественно владетельных лиц; почётная стража из отборных людей. 

... По окончании же сейма, воеводе предстояла вероятность далёкого похода. В замке стали готовиться к отъезду, а воевода из живших при нём шляхтичей и драбантов составил значительный отряд, который должен был сопровождать его на сейм и потом сопутствовать ему в предстоящем походе. В ту пору такие отряды показывали богатство и могущество польских магнатов. ...— Евгений Петрович Карнович, «Святослава Сандецкая», Очерки и рассказы из старинного быта Польши. — СПб.: Типография Ф. С. Сущинского, 1873. — С. 334.

## История
Трабанты, в германских государствах Германо-римской империи, в период позднего средневековья и раннего нового времени были пешими слугами или телохранителями. Они служили охранниками царских и княжеских особ, ландскнехтов и высокопоставленных чиновников и исполняли их приказы и приказания. Первоначально их вооружение состояло из алебард и мечей.
Первоначально, в XVII—XVIII веках, в ряде европейских стран драбантами назывались телохранители высших должностных лиц, в частности — личная охрана командующего (например, назначаемая на время сражения) или почётная стража правителя государства, из специально отобранных людей.
В Австро-Венгрии до 1918 года сохранялись драбанты (нем. k.-k. Trabanten-Leib-Garde) как дворцовая пешая охрана (гвардия).
В России драбанты существовали при Лжедмитрии I. Они состояли сперва из приведённых им поляков (пол. drabant), потом из наёмных иностранцев.
Впоследствии драбантами называлась в течение месяца или двух конная рота из 75 человек, созданная Петром I в качестве почётной стражи на время коронации Екатерины I (май 1724 года). Капитаном этой роты был сам император. Иначе эти драбанты назывались «кавалергардами» или «кавалегардией».
В последующее время (до 1880-х годов) драбантами называлась офицерская прислуга из нижних чинов в казачьих и милицейских частях — денщики или вестовые офицеров.